# Antonio Turra
 (novembre 2008).
Si vous disposez d'ouvrages ou d'articles de référence ou si vous connaissez des sites web de qualité traitant du thème abordé ici, merci de compléter l'article en donnant les références utiles à sa vérifiabilité et en les liant à la section « Notes et références ».
Antonio Turra est un médecin et un botaniste italien, né le 25 mars 1730 à Vicence et mort le 6 septembre 1796 dans cette même ville.